# Actinarctus neretinus
Actinarctus neretinus is een soort in de taxonomische indeling van de beerdiertjes (Tardigrada). 
Het diertje behoort tot het geslacht Actinarctus en behoort tot de familie Halechiniscidae. De wetenschappelijke naam van de soort werd voor het eerst geldig gepubliceerd in 1982 door Grimaldi de Zio, D'Addabbo Gallo, Morone de Lucia, Vacoarella & Grimaldi.